# Lithacodia geoga
Lithacodia geoga là một loài bướm đêm trong họ Noctuidae.